# تیم ملی فوتبال مکزیک
تیم ملی فوتبال مکزیک (به اسپانیایی: Selección de fútbol de México) نماینده مکزیک در رویدادهای بین‌المللی فوتبال است و زیرنظر فدراسیون فوتبال مکزیک قرار دارد. تیم ملی مکزیک تاکنون در ۱۳ دوره جام جهانی حضور داشته و بهترین نتیجه آن صعود به یک‌چهارم نهایی در سال‌های ۱۹۷۰ و ۱۹۸۶ است که در هر دو دوره میزبان آن مسابقات بود. مکزیک در منطقهٔ کونکاکاف مسابقه می‌دهد اما از سال ۱۹۹۱ به این‌سو همواره برای مسابقات کوپا آمریکا دعوت شده و ۲ بار به نایب قهرمانی و ۳ بار به مقام سومی دست یافته است. البته در مسابقات ۲۰۲۰ که به دلیل بیماری کرونا در ۲۰۲۱ و به میزبانی برزیل انجام شد بعد از سی سال هیچ تیمی از جمله مکزیک دعوت نشد. مکزیک در جام کنفدراسیون‌ها در سال ۱۹۹۵ تا نیمه نهایی رسید اما در پایان مقام سوم جهان را به دست آورد. سال ۱۹۹۹ نقطه عطفی در تارخ فوتبال مکزیک است. در حالی‌که این کشور میزبان جام بود، آنچه را که ده‌ها سال برایش توان گذاشته بودند نتیجه داد برای اولین بار به فینال رسیدند. در بازی نهایی که با حضور یکصد و ده هزار تماشاگر برگزار شد مکزیک در یکی از سخت‌ترین مسابقات تاریخ خود با شکست برزیل برای نخستین بار قهرمان جهان شد. البته مکزیک دو بار دیگر هم در سال‌های ۲۰۰۵ و ۲۰۱۷ به نیمه نهایی رسید ولی در نهایت به مقام چهارمی بسنده کرد.

## تاریخچه تیم ملی مکزیک
سازماندهی فوتبال در مکزیک از اوایل قرن بیستم صورت گرفت. این ورزش در ابتدا توسط کارگران معدن انگلیسی و سپس تبعیدیان جنگ داخلی اسپانیا به این کشور آورده شد. اولین بازی تیم ملی فوتبال مکزیک، برابر تیم ملی فوتبال گواتمالا در اول ژانویه سال ۱۹۲۳ برگزار شد. مکزیکی‌ها که در خانه حریف به مصاف آن‌ها می‌رفتند، موفق شدند با نتیجه ۳ بر ۲ به پیروزی برسند. کلودیو سوارز و آندریاس گواردادو با ۱۷۷ بازی، رکورددار تعداد بازی‌های ملی برای تیم ملی فوتبال مکزیک هستند. سوارز ۱۶ سال پیش از فوتبال ملی خداحافظی کرد اما گواردادوی ۳۶ ساله کماکان عضوی از تیم ملی این کشور بوده و شانس شکستن رکورد بیشترین تعداد بازی ملی را دارد. کلودیو سوارز و آندریاس گواردادو بهترین گلزن تاریخ تیم ملی مکزیک، خاویر هرناندز ملقب به چیچاریتو است. مهاجم ۳۴ ساله سابق منچستریونایتد، رئال مادرید، بایرلورکوزن و سویا تاکنون در ۱۰۹ بازی ملی، ۵۲ گل به ثمر رسانده و کماکان فرصت بهبود این رکورد را دارد.
بررسی حضور تیم ملی مکزیک در ادوار مختلف جام جهانی از زمان شکل‌گیری مسابقات جام جهانی، تیم ملی مکزیک تنها در ۵ دوره از مسابقات حضور نداشته است. مکزیک که از تیم‌های حاضر در اولین جام جهانی برگزار شده در سال ۱۹۳۰ بود، برای جام جهانی ۱۹۳۴ در ایتالیا، تیم ملی مکزیک نتوانست به این مسابقات صعود کند و از حضور در مسابقات انتخابی جام جهانی ۱۹۳۸ فرانسه نیز صرف‌نظر کرد. تیم ملی مکزیک به دو جام جهانی ۱۹۷۴ آلمان و ۱۹۸۲ اسپانیا صعود نکرد و برای جام جهانی ۱۹۹۰ ایتالیا نیز به دلیل محرومیت و حکم انضباطی فیفا، اجازه حضور در مسابقات را پیدا نکرد. مکزیکی‌ها که در مسابقات زیر ۲۰ سال کونکاکاف سال ۱۹۸۸ آگاهانه از چهار بازیکن بزرگسال استفاده کرده بودند، با حکم فیفا به مدت دو سال از حضور در تمام رقابت‌های بین‌المللی محروم شدند. این رسوایی که به «Cachirules» معروف شد، نقطه عطفی در تاریخ فوتبال آمریکای شمالی محسوب می‌شود. پیش از جام جهانی قطر، مکزیک در ۱۶ دوره از مسابقات جام جهانی حضور داشته و در دو مورد آن یعنی سال‌های ۱۹۷۰ و ۱۹۸۶ میزبان این مسابقات بوده است. مکزیک در جام جهانی ۲۰۲۶ نیز در کنار آمریکا و کانادا، میزبان این مسابقات خواهد بود تا به اولین کشوری تبدیل شود که در سه دوره از مسابقات جام جهانی میزبانی می‌کند.
بالاترین افتخار تیم ملی مکزیک قهرمانی در جام کنفدراسیون‌ها ۱۹۹۹ می‌باشد که در دیدار پایانی تیم ملی فوتبال برزیل را شکست داد. مکزیک رکورد دار قهرمانی کونکاکاف(آمریکای شمالی،مرکزی،دریاچه کارائیب)  است.